# Seznam turških skladateljev
Seznam turških skladateljev.

## A
- Bülent Arel

## G
- Evren Genis

## K
- Sadettin Kaynak
- Necil Kazım Akses (1908-1999)

## M
- Garo Mafyan

## O
- Mehmet (David Ezra) Okonşar (turško-belgijski)

## S
- Fazil Say
- Ahmed Adnan Saygun

## T
- Ferit Tüzün

## Z
- Osman Zeki Üngör